# Autoroute 5 (Québec)
Die Autoroute 5 (A 5) in der kanadischen Provinz Québec hat eine Länge von 22 km. Sie beginnt an der Grenze zu Ontario als Brücke über den Ottawa und endet bei Wakefield. Der Abschnitt ab Beginn bis zum Abzweig der Autoroute 50 ist als Hauptroute (Core Route) Bestandteil des National Highway Systems.

## Verlauf

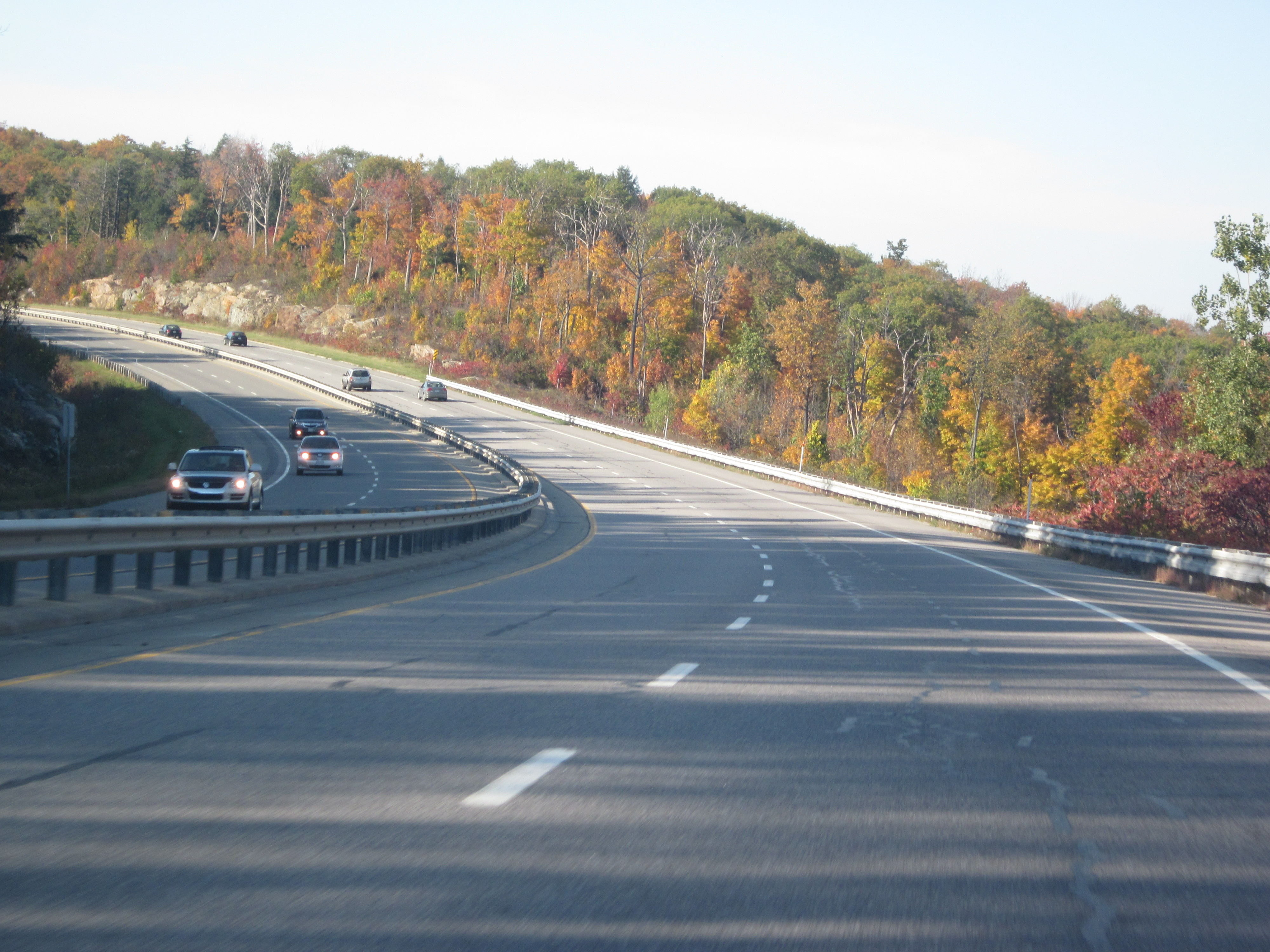
Die A 5 bei Chelsea

Die Autoroute beginnt an der Macdonald-Cartier Brücke am Ottawa, dem Grenzfluss zwischen Ontario und Québec. Nach Süden hin ist die Autoroute eine innerstädtische Straße in Ottawa. Die A 5 verläuft nördlich des Stadtzentrums von Gatineau, ca. 2 km nach Beginn zweigt die Autoroute 50 ab, die nach Montréal führt. Die weitere Streckenführung geht nach Nordwesten hin, die Autoroute verläuft parallel zum Fluss Gatineau und endet westlich von Wakefield, die Weiterführung der Straße erfolgt durch die Route 105.